# Palali
Palali (Pulali) fou un petit estat tributari protegit al prant de Jhalawar a l'agència de Kathiawar, presidència de Bombai. Tenia una superfície de 10 km² i estava format per dos pobles amb dos propietaris tributaris separats. Els ingressos s'estimaven en 480 lliures i el tribut de 35 lliures es pagava al govern britànic a més d'una mica més de 4 lliures que es pagaven al nawab de Junagarh. La població el 1881 era de 679 habitants.